# ウジェラング環礁
座標: 北緯09度49分20秒 東経160度54分00秒 / 北緯9.82222度 東経160.90000度

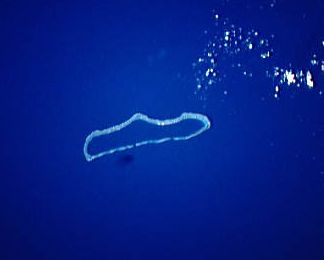
ウジェラング環礁

ウジェラング環礁は、30の小島から成る太平洋上の環礁である。そのうち最も大きな島の名称もウジェラング島であり、エイムンラップ、カロ、ダイス島はそれよりやや小さい。国際法上は、ウジェラング環礁はマーシャル諸島のラリック列島に属する。小島を合わせてた陸地の面積は1.7km2であるが、環礁の領域面積は65km2にもなる。
ウジェラング環礁は1980年以降は無人島である。ここは1880年以降はドイツの貿易会社の私有財産であり、最大の島であるウジェラング島でコプラの農園を営んでいた。1935年の島の人口は40人であった。1947年にこの島は、エニウェトク環礁の住民の移住先に選定された(1948年から1958年の間にエニウェトク環礁で実施された核実験のため)。ウジェラング環礁の人口は、1947年の147人から、1973年の342人に増加したが、魚や野菜の乏しい収穫により特に1950年代には飢饉に近い状態と伝染病が発生した。エニウェトク環礁の放射能除去が完了した後、1980年に環礁の全ての住民はエニウェトク環礁に戻った。しかしエニウェトクは、戻った全ての住民を養うことが出来なかったため、100人以上の住民はまたウジェラングに短期的に戻って来たが、1989年にはウジェラングは無人島になった。現在は訪れる人も少なく、島に残った先のドイツ企業のコプラ農園事務所が、過ぎ去った過去を思い起こさせるのみである。

## 第二次大戦時の駐屯軍
- アメリカ軍の第28歩兵部隊は、1944年4月22日にウジェラング環礁に上陸し、1945年2月1日にパラオのペリリュー州に残っていた部隊の再編成をここで行った。